# 진 정공
진정공은 희성진의 마지막 군주이다. 이름은 구주이다. 재위시기는 기록마다 차이가 있다. 즉위한지 2년 만에 삼진인 한, 위, 조가 정공을 폐위시키고 남은 진의 땅을 모두 빼앗았다. 조나라는 진의 마지막 남은 땅이었던 수도를 빼앗고 정공을 궁에서 쫓아내었고, 그를 다른 땅으로 옮겨서 그곳의 통치자로 지위를 격하하여 살게 하였다. 그러나 얼마 안가 위나라가 땅을 빼앗고 위나라로 옮겨 서인으로 만들었으며, 핍박하다가 다시 한나라로 내쫓았다. 한나라는 정공을 외진 땅에 가두고 가산을 모두 침탈한 뒤 대부 한기를 시켜 정공을 죽였다. 이에 진의 후예는 정공을 마지막으로 단절되었다.